# محافظة فين لونغ
محافظة فين لونغ  ( بالفيتنامية : Vĩnh Long ) هي إحدى محافظات فيتنام. وتقع في دلتا ميكونغ.

## روابط إضافية
- Official Site of Vĩnh Long Government
- Can Tho Community